# Campo pró-Pequim
O campo pró-Pequim, campo pró-establishment ou campo pró-China é um alinhamento político em Hong Kong que geralmente apoia as políticas do governo central de Pequim e do Partido Comunista Chinês (PCC) em relação a Hong Kong. O termo "campo pró-establishment" é regularmente utilizado para rotular o segmento mais amplo da arena política de Hong Kong que tem uma relação mais próxima com o establishment, nomeadamente os governos da República Popular da China (RPC) e da Região Administrativa Especial de Hong Kong (RAEHK). Os políticos pró-Pequim são rotulados de “patriotas” pelos meios de comunicação pró-Pequim e de “legalistas” pelo rival campo pró-democracia.
O campo pró-Pequim evoluiu da facção pró-PCC de Hong Kong, frequentemente chamada de "esquerdistas", que agia sob a direção do PCC. Lançou os motins de Hong Kong em 1967 contra o domínio colonial britânico em Hong Kong e teve uma longa rivalidade com o campo pró-Kuomintang. Após a assinatura da Declaração Conjunta Sino-Britânica em 1984, afirmando a soberania chinesa sobre Hong Kong a partir de 1997, os esquerdistas tradicionais se realinharam e formaram extraoficialmente uma "Frente Unida" com as elites conservadoras pró-negócios para combater o surgimento do campo pró-democracia na década de 1990 e garantir uma transição suave da soberania de Hong Kong no interesse de Pequim.
Desde a transferência em 1997, o campo pró-Pequim se tornou a principal força de apoio do governo de Hong Kong e manteve o controle do Conselho Legislativo de Hong Kong (CoLeg), tendo a vantagem de constituintes funcionais eleitos indiretamente. No início da década de 2010, o campo pró-Pequim passou por um período de diversificação, no qual diferentes partidos surgiram e miraram diferentes eleitores, o que resultou em aumentos constantes de apoio. Com várias posições sobre questões específicas, o campo geralmente abraça valores políticos conservadores e sentimentos patrióticos e nacionalistas chineses. No entanto, as administrações impopulares da RAE e a oposição às políticas de Pequim em relação a Hong Kong também causaram grandes perdas ao campo nas eleições de 2003 e 2019.

## Ideologia
Entre os pragmáticos, especialmente entre as elites pró-negócios e os magnatas que foram absorvidos pela "Frente Unida" de Pequim, desfrutaram de poder político e privilégios, bem como interesses econômicos, do atual sistema político e de seus laços estreitos com as autoridades de Pequim. Alguns moderados também esperam que, ao ceder nas questões em que a China não fará concessões, se possa conseguir preservar o máximo possível as liberdades pessoais e a autonomia local.
A retórica do campo pró-Pequim está principalmente preocupada com patriotismo, estabilidade social e prosperidade econômica. O campo pró-Pequim geralmente apoia o sufrágio universal em Hong Kong sob a estrutura de Pequim, segundo a qual apenas "patriotas" designados por Pequim podem governar Hong Kong, embora a facção mais conservadora se oponha ao aumento do desenvolvimento democrático em Hong Kong com a introdução do sufrágio universal e veja nisso a criação de instabilidade.